# تشيسترفيلد (دائرة انتخابية في المملكة المتحدة)
تشيسترفيلد  (بالإنجليزية: Chesterfield)‏ هي إحدى الدوائر الانتخابية في المملكة المتحدة الممثلة في مجلس العموم في برلمان المملكة المتحدة.
عضو البرلمان الذي يمثلها حالياً هو :Paul Holmes (LD).